# Zoolander 2
Zoolander 2 ist eine US-amerikanische Filmkomödie aus dem Jahr 2016 von und mit Ben Stiller. Der Film ist die Fortsetzung des 2001 erschienenen Films Zoolander.

## Handlung
Der Film spielt zehn Jahre nach den Ereignissen von Zoolander. Als eine Reihe von Popstars systematisch ermordet wird, versucht Valentina Valencia, eine Mitarbeiterin der „Fashion Interpol“, herauszufinden, wer dahintersteckt. Sie bittet das ehemalige Model Derek Zoolander, das sich mittlerweile aus dem Modegeschäft zurückgezogen hat, um Mithilfe. Zoolander willigt ein, in der Hoffnung, dadurch das Sorgerecht für seinen Sohn, das ihm vor einiger Zeit entzogen wurde, wiederzuerlangen. Valencia bittet auch einen alten Bekannten von Zoolander, Hansel McDonald, um Mithilfe, und so werden die beiden wieder vereint.
Im Rahmen der Ermittlungen treffen Zoolander und McDonald schließlich auch auf Zoolanders Sohn, der in einem Waisenhaus lebt und stark übergewichtig ist. Kurz darauf wird Zoolander junior jedoch von einer Reihe von Modeschöpfern entführt. Diese glauben an eine alte Sage, wonach Zoolander junior einen heiligen Vorfahren haben soll und der Konsum seines Bluts die ewige Jugend garantiere. Kurz bevor sie Zoolander junior töten können, um sein Blut zu trinken, werden sie von Zoolander, McDonald und Valencia entdeckt und gestoppt. Mit der Hilfe von Sting, der in diesem Moment eintrifft, können sie den Anführer der Modeschöpfer töten.
Einige Zeit später sind Zoolander und Valentina ein Paar und leben zusammen mit Derek junior und ihrer neugeborenen Tochter Darlene. Zoolander und McDonald haben beide wieder mit dem Modeln angefangen, und auch Derek junior steigt nun in die Karriere ein.

## Hintergrund
Der Film erschien 15 Jahre nach dem ersten Teil, Zoolander. Regisseur Ben Stiller bekundete bereits im Dezember 2008 Interesse daran, eine Fortsetzung zu Zoolander zu drehen, und begann gemeinsam mit Justin Theroux an einem Drehbuch zu arbeiten. Dieses wurde schließlich im Januar 2011 fertiggestellt.
Am 10. März 2015 traten Stiller und Owen Wilson gemeinsam als Derek Zoolander und Hansel McDonald bei der Paris Fashion Week auf, um für Zoolander 2 zu werben.
Der Film wurde vom 7. April bis zum 13. Juli 2015 in der Filmstadt Cinecittà in Rom gedreht. Er kam in den Vereinigten Staaten am 12. Februar 2016 und in Deutschland am 18. Februar 2016 in die Kinos.

### Cameos
Wie auch im ersten Teil waren in Zoolander 2 eine Reihe von Prominenten zu sehen, die sich selbst spielen. Unter anderem gehören Katy Perry, Neil deGrasse Tyson, Tommy Hilfiger, Naomi Campbell, Justin Bieber, Lewis Hamilton, Kiefer Sutherland, Susan Boyle, ASAP Rocky, MC Hammer, Anna Wintour, Marc Jacobs, Kate Moss, Alexander Wang, Valentino, Katie Couric, Christiane Amanpour, Jane Pauley, Natalie Morales, Soledad O’Brien, Don Lemon, Matt Lauer, Willie Nelson und Susan Sarandon dazu.
Nicht als sie selbst, jedoch in anderen kleineren Rollen sind außerdem Beck Bennett, Jerry Stiller (Ben Stillers Vater), Jourdan Dunn, Ariana Grande, Christina Hendricks, John Malkovich, Mika, Skrillex, Alexander Skarsgård, Karlie Kloss und Andy Dick zu sehen.

## Rezeption

### Einspielergebnisse
Der Film konnte weltweit ca. 56 Mio. USD einspielen und somit knapp sein Budget von ca. 50 Mio. USD decken.

### Kritik
Zoolander 2 erhielt von Kritikern eher negative Bewertungen. Auf der Website Rotten Tomatoes konnte er mit einer Bewertung von 23 % bei 202 gewerteten Kritiken und einer Durchschnittswertung von 4,5/10 nicht überzeugen.
Der Spiegel urteilte, dass sich Zoolander 2 im Kern der „Haute Couture verwandt [zeige], quasi als cineastische Antithese zur schrecklich(en) praktischen Funktionskleidung: ohne schnöden Zweck, nur dem puren Spiel verpflichtet, eigentlich untragbar und genau deshalb unwiderstehlich.“
Das Lexikon des internationalen Films befand: „Die knallbunte, rasant inszenierte Persiflage will den Vorgängerfilm in jeder Hinsicht übertreffen, überspannt dabei aber den Bogen aus satirischen Spitzen und zahllosen Cameo-Auftritten von Stars der Mode-, Musik- und Filmwelt derart, dass er in seiner Klamottigkeit regelrecht implodiert.“
Die Online-Redaktion von Focus meinte: „Zoolander 2 ist eine Komödie mit einem großartig scharfen, überraschenden, aber auch mal enervierenden Humor. […] Gag folgt […] auf Gag, ohne dass ein Innehalten vorgesehen wäre. Und so ist es denn auch ein Leichtes, Zoolander als puren Eskapismus abzutun, als sinnentleerten und überdrehten Hochgeschwindigkeitsquatsch. Dass hinter all dem, fast dadaistisch anmutenden Blödsinn auch eine gehörige Portion Kritik stecken könnte an einer allzu oberflächlichen, von Jugendlichkeit und Schönheit gleichsam besessenen, höchst exaltierten Mode-Welt, würde man darüber freilich übersehen.“

### Auszeichnungen
Der Film war nominiert als Choice Movie: Comedy bei den Teen Choice Awards 2016, verlor jedoch gegen Ride Along: Next Level Miami.
Bei der Goldenen Himbeere 2017 gewann Kristen Wiig die Auszeichnung als Schlechteste Nebendarstellerin. Der Film bekam 7 weitere Nominierungen: Schlechtester Film, Schlechteste Regie, Schlechtester Schauspieler (Ben Stiller), Schlechtester Nebendarsteller (Will Ferrell und Owen Wilson), Schlechteste Filmpaarung (Ben Stiller & Owen Wilson) und Schlechteste Neuverfilmung oder Fortsetzung.